# Hyloxalus patitae
Hyloxalus patitae är en groddjursart som först beskrevs av Lötters, Morales och Proy 2003.  Hyloxalus patitae ingår i släktet Hyloxalus och familjen pilgiftsgrodor. IUCN kategoriserar arten globalt som otillräckligt studerad. Inga underarter finns listade i Catalogue of Life.